# 디가 니까야
디가 니까야(Dīgha Nikāya, D, DN) 또는 장부(長部)는 팔리 경장(Sutta Piṭaka) 5부 중 첫 번째 경전 묶음으로, 길이가 긴 경을 모은 것이다.
모두 34개 경이며, 3품(品)으로 나뉘어 있다. 3품은 다음과 같다.
1. 실라칸다박가(Sīlakkhanda-vagga, 계온품(戒蘊品)) 13경
2. 마하박가(Mahā-vagga, 대품(大品)) 10경
3. 빠띠까박가(Pāṭika-vagga, 당학품(當學品)) 11경

한역본은 《장아함경(長阿含經)》(K.0647, T.0001)인데, 구성과 각 경의 성립 시기에 차이가 있다.

## 구성

### 실라칸다박가
1. 브라흐마잘라 숫따(Brahmajāla Sutta, 범망경, D1)
2. Sāmaññaphala Sutta, 사문과경(D2)
3. 암밧타 숫타(Ambaṭṭha Sutta, D3)
4. 소나단다 숫타(쏘나단다 숫타, Soṇadaṇḍanta Sutta, D4)
5. 꾸따단따 숫타(Kūṭadanta Sutta, D5)
6. 마할리 숫타(Mahāli Sutta, D6)
7. 잘리야 숫타(Jāliya Sutta, D7)
8. Kassapa Sīhanāda Sutta(D8)
9. 뽓타빠다 숫타(Poṭṭhapāda Sutta, D9)
10. 수바 숫타(Subha Sutta, D10)
11. 께왓다 숫타(께밧따 숫타, Kevaṭṭa Sutta, D11)
12. 로힛짜 숫타(Lohicca Sutta, D12)
13. Tevijja Sutta, 삼명경(D13)

### 마하박가
1. Mahāpadāna Sutta(D14)
2. Mahanidāna Sutta(D15)
3. Mahāparinibbāna Sutta(D16)
4. 마하수닷사나 숫타(마하쑤닷싸나 숫타, Mahasudassana Sutta, D17)
5. 자나와사바 숫타(자나바싸바 숫타, Janavasabha Sutta, D18)
6. 마하고윈다 숫타(마하고빈다 숫타, Maha-Govinda Sutta, D19)
7. Mahasamaya Sutta(D20)
8. Sakkapañha Sutta(D21)
9. Mahasatipaṭṭhāna Sutta(D22)
10. 빠야시 숫타(Pāyāsi Sutta, D23)

### 빠띠까박가
1. 바띠까 숫타(Pāṭika Sutta, D24)
2. Udumbarika Sihanada Sutta(D25)
3. Cakkavatti Sihanada Sutta(D26)
4. Aggañña Sutta(D27)
5. Sampasādaniya Sutta(D28)
6. Pāsādika Sutta(D29)
7. Lakkhaṇa Sutta(D30)
8. Sigālovāda Sutta(D31)
9. 아따나띠야 숫타(Āṭānāṭiya Sutta, D32)
10. Saṅgāti Sutta(D33)
11. Dasuttara Sutta(D34)

### 각 품의 한역 이름과 한국어판 이름
| 기호 | 이름              | 한역 이름      | 한국어판 이름                                         |
| ---- | ----------------- | -------------- | ----------------------------------------------------- |
|      | Sīlakkhanda-vagga | 계온품(戒蘊品) | 계율 근간 품(최봉수) 계행다발의 품(전재성)            |
|      | Mahā-vagga        | 대품(大品)     | 큰 품(최봉수) 큰 법문의 품(전재성)                    |
|      | Pāṭika-vagga      | 당학품(當學品) | 파티카 품(최봉수) 빠띠까 품(각묵) 빠띠까의 품(전재성) |

(최봉수=원시불교 원전의 이해(1993), 각묵=디가 니까야(2006), 전재성=디가니까야 전집(2011))

## 각 경의 한역본과 한국어판 제목
| 기호 | 이름                      | 한역본 | 한국어판 제목 |
| ---- | ------------------------- | --- | --- |
| D1   | Brahmajāla Sutta          | 《범동경(梵動經)》(장아함 21) 《범망육십이견경(梵網六十二見經)》(K.0659, T.0021) | 범신 그물 경(최봉수) 범망경(梵網經): 범천의 그물, 견해의 그물(각묵) 하느님의 그물의 경(전재성)                                                                  |
| D2   | Sāmaññaphala Sutta        | 《사문과경(沙門果經)》(장아함 27) 《증일아함경》 《적지과경(寂志果經)》(K.0658, T.0022) | 수행자 결과 경(최봉수) 출가의 공덕(沙門果經)(돈연) 사문과경(沙門果經): 출가생활의 결실(각묵) 수행자의 삶의 결실에 대한 경(전재성)                               |
| D3   | Ambaṭṭha Sutta            | 《아마주경(阿摩晝經)》(장아함 20) 《불개해범지아발경(佛開解梵志阿颰經)》(K.0657, T.0020) | 암밧타 경(최봉수) 암밧타 경: 천한 사람, 고귀한 사람(각묵) 암밧타의 경(전재성)                                                                                   |
| D4   | Soṇadaṇḍanta Sutta        | 《종덕경(種德經)》(장아함 21) | 소나단나 경(최봉수) 소나단다 경: 진정한 바라문(각묵) 쏘나단다의 경(전재성)                                                                                      |
| D5   | Kūṭadanta Sutta           | 《구라단두경(究羅檀頭經)》(장아함 23 ) | 쿠타단타 경(최봉수) 진정한 제사(쿠타단타經)(돈연) 꾸따단따 경: 참된 제사(각묵) 꾸따간다의 경(전재성) 꾸따단따경(이중표)                                         |
| D6   | Mahāli Sutta              | 없음 | 마할리 경(최봉수) 마할리 경: 출가의 목적(각묵) 마할리의 경(전재성)                                                                                              |
| D7   | Jāliya Sutta              | 없음 | 잘리야 경(최봉수) 잘리야 경: 생명과 몸은 같은가, 다른가(각묵) 잘리야의 경(전재성)                                                                               |
| D8   | Kassapa Sīhanāda Sutta    | 《나형범지경(倮形梵志經)》(장아함 25) | 큰 사자 울음 경(최봉수) 깟사빠 사자후경: 고행과 사문의 본업(각묵) 위대한 사자후의 경(전재성)                                                                    |
| D9   | Poṭṭhapāda Sutta          | 《포타바루경(布吒婆樓經)》(장아함 28) | 폿타파다 경(최봉수) 뽓타빠다 경: 인식의 문제, 자아의 문제(각묵) 뽓타빠다의 경(전재성) 뽓타빠다경(이중표)                                                        |
| D10  | Subha Sutta               | 없음 | 수바 경(최봉수) 선(善)의 추구(스바經)(돈연) 수바 경: 부처님의 일대시교—계·정·혜(각묵) 쑤바의 경(전재성)                                                         |
| D11  | Kevaṭṭa Sutta             | 《견고경(堅固經)》(장아함 24) | 케밧다 경(최봉수) 께왓다 경: 진정한 신통(각묵) 께밧따의 경(전재성) 께왓다경(이중표)                                                                             |
| D12  | Lohicca Sutta             | 《노차경(露遮經)》(장아함 29) | 로힛차 경(최봉수) 로힛짜 경: 참된 스승, 나쁜 스승(각묵) 로힛짜의 경(전재성)                                                                                     |
| D13  | Tevijja Sutta             | 《삼명경(三明經)》(장아함 26) | 세 베다 경(최봉수) 삼명경(三明經): 범천의 세상에서 태어나는 길(각묵) 세 가지 베다의 경(전재성)                                                                  |
| D14  | Mahāpadāna Sutta          | 《대본경(大本經)》(장아함 1) 《증일아함경》 《칠불경(七佛經)》(K.1182, T.0002) 《비바시불경(毘婆屍佛經)》(K.1177, T.0003) 《칠불부모성자경(七佛父母姓字經)》(K.0747, T.0004) | 큰 이야기 경(최봉수) 대전기경(大傳記經): 위대한 이야기—부처님들의 일대기(각묵) 비유의 큰 경(전재성)                                                             |
| D15  | Mahanidāna Sutta          | 《대연방편경(大緣方便經)》(장아함 13) 《대인경(大因經)》(중아함 97) 《인본욕생경(人本欲生經)》(K.0655, T.0014) 《대생의경(大生義經)》(K.1410, T.0052) | 큰 원인 경(최봉수) 대인연경(大因緣經): 연기에 대한 큰 가르침(각묵) 인연의 큰 경(전재성)                                                                         |
| D16  | Mahāparinibbāna Sutta     | 《유행경(遊行經)》(장아함 2) 《성유경(城喩經)》(중아함 3) 《시자경(侍者經)》(중아함 33) 《우세경(雨勢經)》(중아함 142) 《잡아함경》 《별석잡아함경》 《증일아함경》 《대반열반경》(K.0652, T.0007) 《불반니원경》(K.0653, T.0005) 《반니원경》(K.654, T.0006) 《근본설일체유부비나야잡사(根本說一切有部毘奈耶雜事)》(K.0893, T.1451) 《대정구왕경(大正句王經)》(K.1234, T.0045) | 큰 반열반 경(최봉수) 대반열반경(大般涅槃經): 부처님의 마지막 발자취들(각묵) 완전한 열반의 큰 경(전재성)                                                         |
| D17  | Mahasudassana Sutta       | 《유행경(遊行經)》(장아함 2) 《대견선왕경(大善見王經)》(중아함 68) 《반니원경》(K.654, T.0006) 《대반열반경》(K.0652, T.0007) | 마하 수다싸나 경(최봉수) 마하수닷사나 경: 대견선왕 이야기(각묵) 마하쑤닷싸나의 경(전재성)                                                                       |
| D18  | Janavasabha Sutta         | 《사니사경(闍尼沙經)》(장아함 4) 《인선경(人仙經)》(K.1247, T.0009) | 자나바사바 경(최봉수) 자나와사바 경: 자나와사바가 드려준 범천의 부처님 칭송(각묵) 자나바싸바의 경(전재성)                                                       |
| D19  | Maha-Govinda Sutta        | 《전존경(典尊經)》(장아함 3) 《대견고바라문연기경(大堅固婆羅門綠起經)》(K.1453, T.0008) | 마하 고빈다 경(최봉수) 마하고윈다 경: 마하고윈다의 일대기(각묵) 마하고빈다의 경(전재성)                                                                         |
| D20  | Mahasamaya Sutta          | 《대회경(大會經)》(장아함 19) 《잡아함경》 《별석잡아함경》 《대삼마야경(大三摩惹經)》(K.1179, T.0014) | 큰 모임 경(최봉수) 대회경(大會經): 신들의 큰 모임(각묵) 광대한 모임의 경(전재성)                                                                                |
| D21  | Sakkapañha Sutta          | 《석제환인문경》(장아함 14) 《석문경(釋問經)》(중아함) 《제석소문경(帝釋所問經)》(K.1252, T.0015) 제석문사연(帝釋問事緣)(잡보장경(雜寶藏經) 73) | 삭카 질문 경(최봉수) 제석문경(帝釋問經): 삭까(인드라)의 질문(각묵) 제석천의 질문의 경(전재성)                                                                   |
| D22  | Mahasatipaṭṭhāna Sutta    | 《염처경(念處經)》(중아함 98) | 큰 기억 확립 경(최봉수) 대념처경(大念處經): 마음 챙김의 확림(각묵) 새김의 토대의 큰 경(전재성)                                                                  |
| D23  | Pāyāsi Sutta              | 《폐숙경(弊宿經)》(장아함 7) 《비사경(蜱肆經)》(중아함 71) 《대정구왕경(大正句王經)》(K.1234, T.0045) | 파야시 경(최봉수) 빠야시 경: 업과 윤회(각묵) 빠야씨의 경(전재성)                                                                                                |
| D24  | Pāṭika Sutta              | 《아누이경(阿㝹夷經)》(장아함 15) | 파티카 경(최봉수) 빠띠까 경: 신통 사기꾼(각묵) 빠띠까의 경(전재성)                                                                                              |
| D25  | Udumbarika Sihanada Sutta | 《산타나경(散陀那經)》(장아함 8) 《우담바라경(優曇婆邏經)》(중아함 104) 《니구타범지경(尼拘陀梵志經)》(K.1463, T.0011) | 우둠바리카 경(최봉수) 우둠바리까 사자후경: 출가의 목표(각묵) 우둠바리까 사자후의 경                                                                             |
| D26  | Cakkavatti Sihanada Sutta | 《전륜성왕수행경(轉輪聖王修行經)》(장아함 6) 《전륜왕경(轉輪王經)》(중아함 70) | 바퀴 굴림 경(최봉수) 전륜성왕 사자후경: 우주적 질서와 법(각묵) 전륜왕 사자후의 경(전재성) 전륜성왕사자후경(轉輪聖王獅子吼經)(이중표)                            |
| D27  | Aggañña Sutta             | 《소연경(小緣經)》(장아함 5) 《바라바당경(婆羅婆堂經)》(중아함 154) 《백의금당이바라문연기경(白衣金幢二婆羅門綠起經)》(K.1464, T.0010) | 태초 경(최봉수) 세기경(世紀經): 세상의 기원(각묵) 세계의 기원에 대한 경(전재성) 태초경(太初經)(이중표)                                                          |
| D28  | Sampasādaniya Sutta       | 《자환희경(自歡喜經)》(장아함 18) 《잡아함경》 《신불공덕경(信佛功德經)》(K.1248, T.0018) | 청정 경(최봉수) 확신경(確信經): 부처님께 바치는 확고한 믿음(각묵) 견고한 믿음의 경(전재성)                                                                      |
| D29  | Pāsādika Sutta            | 《청정경(清淨經)》(장아함 17) | 믿음 경(최봉수) 정신경(淨信經): 청정한 믿음과 마음챙김(각묵) 청정한 믿음의 경(전재성)                                                                           |
| D30  | Lakkhaṇa Sutta            | 《삼십이상경(三十二相經)》(중아함 59) | 특징 경(최봉수) 삼십이상경(三十二相經): 서른두 가지 대인의 상호(각묵) 위대한 사람의 특징의 경(전재성)                                                           |
| D31  | Sigālovāda Sutta,         | 《선생경(善生經)》(장아함 16) 《선생경(善生經)》(중아함 33) 《불설시가라월육방예경》(K.0056, T.0016) 《불설선생자경》(K.0718, T.0017) | 시갈라 이야기 경(최봉수) 싱갈라를 가르치다(敎誡싱갈라經)(돈연) 교계 싱갈라 경: 재가자의 삶(각묵) 씽갈라까에 대한 훈계의 경(전재성) 씽갈라를 가르치신 경(이중표) |
| D32  | Āṭānāṭiya Sutta           | 《비사문천왕경(毘沙門天王經)》(K.1307, T.1244) | 아타나티야 경(최봉수) 아따나띠야 경: 아따나띠야 보호주(각묵) 아따나띠야의 경(전재성)                                                                            |
| D33  | Saṅgāti Sutta             | 《중집경》(장아함 9) 《대집법문경》(K.1429, T.0012) | 합송 경(최봉수) 합송경(合誦經): 함께 노래한 부처님의 말씀(각묵) 합송의 경(전재성)                                                                               |
| D34  | Dasuttara Sutta           | 《십상경》(장아함 10) 《장아함십보법경》(K.0663, T.0013) | 십상 경(최봉수) 십상경(十上經): 열 개씩 열까지(각묵) 십진의 경(전재성)                                                                                          |

(최봉수=원시불교 원전의 이해, 1993. 돈연=아함경, 1994. 각묵=디가 니까야, 2006. 전재성=디가니까야 전집, 2011. 이중표=정선 디가 니까야, 2014.)

## 한국어 번역

### 완역
- 전재성 역주, 《(우리말 빠알리대장경)디가니까야 전집》(서울: 한국빠알리성전협회), 2011.
- 각묵 옮김, 《디가 니까야: 길게 설하신 경》(울산: 초기불전연구원), 1~3권, 2006.

### 발췌역
- 이중표 역해, 《정선 디가 니까야》(광주: 전남대학교출판부), 2014.
- 전재성 역주, 《(디가니까야 앤솔로지)신들과 인간의 스승: 한권으로 읽는 디가니까야》(서울: 한국빠알리성전협회), 2011.
- 돈연 옮김, 불전간행회 편, 《아함경: 인생의 지침》(불교경전 13~14, 서울: 민족사), 제1~2권, 1994. — 제목과 달리 5부를 기준으로 옮긴 책.
- 최봉수 지음, 〈장니카야—남방의 장아함〉, 《원시불교 원전의 이해》(불광불학총서 11, 서울: 불광출판부), 1993, 5장, 195~250쪽.
- 增谷文雄 지음, 이원섭 옮김, 《阿含經이야기》(玄岩新書 43, 서울: 현암사), 1977. — 제목과 달리 일본어역 남전대장경, 즉 5부를 바탕으로 쓴 책이다.

## 같이 보기
- 팔리어 대장경